# Руоті
Руоті (італ. Ruoti) — муніципалітет в Італії, у регіоні Базиліката, провінція Потенца.
Руоті розташоване на відстані близько 300 км на південний схід від Рима, 14 км на північний захід від Потенци.
Населення — 3575 осіб (2014).

## Демографія
Населення за роками:

Станом на 1 січня 2023 року в муніципалітеті офіційно проживали 23 іноземці з 10 країн, серед них 10 громадян країн Євросоюзу та 1 громадянин України.

## Сусідні муніципалітети
- Авільяно
- Бараджано
- Белла
- Пічерно
- Потенца